# هواردویک (تگزاس)
هواردویک، تگزاس (به انگلیسی: Howardwick, Texas) یک شهر در ایالات متحده آمریکا با جمعیت ۴۳۷ نفر است که در تگزاس واقع شده‌است.

## موقعیت جغرافیایی
موقعیت جغرافیایی شهرها و مناطق اطراف به شرح زیر است: